# 芦屋学園短期大学
芦屋学園短期大学（あしやがくえんたんきだいがく、英語: Ashiya College）は、兵庫県芦屋市六麓荘町14番10号に本部を置いていた日本の私立大学である。1960年に設置され、2020年に廃止された。大学の略称は芦女。

## 概観

### 大学全体
- 1937年（昭和12年）に兵庫県芦屋市で創立された芦屋高等女学校を前身とする。1960年（昭和35年）芦屋女子短期大学として開学された。2011年（平成23年）より共学化され、校名も芦屋学園短期大学へ変更された。2020年（令和2年）10月23日に廃止認可された[1]。

### 建学の精神
- 芦屋学園短期大学の建学の理念は「人それぞれに天職に生きる」であった。

### 教育および研究
- 幼児教育学科では、幼稚園教諭と保育士、2つの国家資格が取得可能であった。実践的な学びが、専門知識と現場対応力を持つ「保育のプロ」を育て、同じ敷地内にある芦屋大学附属幼稚園での教育実習が行われていた。

### 学風および特色
- 芦屋学園短期大学は系列の芦屋大学と同じキャンパス内にある関係上、両者同士の交流が盛んであった。

## 沿革
- 1936年
  - 8月26日 - 財団法人芦屋啓成会設立認可
  - 10月26日 - 芦屋高等女学校認可
- 1937年4月 - 兵庫県芦屋市に芦屋高等女学校開校
- 1946年9月 - 創立10周年記念式典を挙行
- 1947年3月31日 - 芦屋女子高等学校・芦屋女子中学校発足
- 1951年3月14日 - 財団法人芦屋啓成会を学校法人芦屋学園とする
- 1951年4月 - 高等学校に専攻科を設置
- 1959年 - 学校法人芦屋学園理事会において芦屋女子短期大学の設置を議決
- 1960年
  - 1月20日 - 芦屋女子短期大学（家政科）設置認可。
  - 4月1日 - 芦屋女子短期大学開学。家政科を置く（学生数[注 4]：女子48[2][3]）
- 1962年
  - 3月26日 - 専攻科の設置を受理
  - 4月 - 専攻科を設置
- 1968年4月 - 学科を新設
  - 英文科（学生数[注 4]：女子72[2][4]）
  - 幼児教育科（学生数[注 4]：女子62[2][4]）
- 1969年4月 - 家政科を家政学科、英文科を英文学科、幼児教育科を幼児教育学科に名称変更
- 2002年3月25日 - 英文学科を学生募集停止
- 2004年
  - 3月31日 - 英文学科を廃止
  - 11月30日 - 文化福祉学科の設置認可
- 2005年4月 - 文化福祉学科を設置。家政学科に兵庫県の短期大学で初となる調理師養成コースを開設
- 2007年4月 - 家政学科を生活創造学科に名称変更
- 2008年3月31日 - 専攻科を廃止
- 2010年4月1日 -  文化福祉学科の学生募集停止
- 2011年
  - 3月31日 - 文化福祉学科を廃止
  - 4月1日 - 男女共学化。芦屋学園短期大学へ校名変更
- 2012年4月1日 - 生活創造学科の学生募集停止
- 2014年3月31日 - 生活創造学科を廃止
- 2017年9月5日 - 理事会にて平成31年度より学生募集を停止し、全在学生の卒業をもって廃止することが決定した
- 2020年
  - 3月31日 - 廃止
  - 10月23日 - 文部科学省から廃止認可された

## 基礎データ

### 所在地
- 兵庫県芦屋市六麓荘町14番10号

### 象徴
- カレッジマークは「Ashiya」の「A」と「college」の「C」のをデザイン化したものであった。

## 学科
- 幼児教育学科
- 文化福祉学科[注 3]
- 英文科（英文学科）[注 2][注 5]
- 家政科（家政学科、生活創造学科）[注 1]

### 取得資格について
資格
- 保育士：幼児教育学科
- 介護福祉士：文化福祉学科にあった。
- 調理師：生活創造学科調理師コースにあった。

教職課程
- 幼稚園教諭二種免許状：幼児教育学科にて取得が可能となっていた。
- 中学校教諭二種免許状があった。
  - 家庭：生活創造学科ライフプロデュースコースにて取得できるようになっていた。
  - 保健：1999年度入学生までの家政学科学生が履修可能だった[5][6]。
  - 英語：過去にあった英文学科にて設置されていた[6]。

## 学生生活

### クラブ活動
- 体育系：ダンス・バレーボール・バスケットボール・テニス・バドミントン・ソフトテニス・ゴルフ・卓球・バトントワリングほか
- 文化系：軽音楽・レクリエーション・ピアノ・美術・長唄・ESS・筝曲・合唱・美容研究・PC・ハンドクラフト・ブラスバンド・ボランティア・茶道・シネマ・書芸・写真ほか

### 学園祭
- 芦屋学園短期大学の学園祭は「芦屋学園祭」と呼ばれ、毎年10月下旬に芦屋大学、芦屋学園中学校・高等学校、芦屋大学附属幼稚園と合同で行われていた。

## 大学関係者と組織

### 大学関係者一覧

#### 大学関係者
- 土井善晴：生活創造学科教員。

#### 出身有名人
- 奥田順子：ファッションモデル
- 仁科百香：レースクイーン
- 山内明日：タレント

## 施設

### キャンパス
- 交通アクセス：阪急芦屋川駅より専用バス約10分
- JR芦屋駅より専用バス約10分
- 阪神芦屋駅より専用バス約10分

## 卒業後の進路について

### 就職について
- 幼児教育学科：保育園や幼稚園への就職者が割合として多いものとなっていた。系列の芦屋大学附属幼稚園で働く卒業生もいる。

### 編入学・進学実績
- 系列の芦屋大学のほか、追手門学院大学・梅花女子大学・平安女学院大学などが実績としてあげられる。

## 系列校
- 芦屋大学
- 芦屋学園中学校・高等学校
- 芦屋大学附属幼稚園